# Dallas Open 2023
Dallas Open 2023 — тенісний турнір, що проходив на кортах з твердим покриттям у місті Dallas, США з 6 до 12 лютого. Належав до категорії ATP 250.

## Фінальна частина

### Одиночний розряд
У Їбін —  Джон Ізнер 6–7(4–7), 7–6(7–3), 7–6(14–12)

### Парний розряд
Джеймі Маррей /  Майкл Вінус —  Натаніел Ламмонс /  Джексон Вітроу 1–6, 7–6(7–4), [10–7]